# Залісьє (Верхньопишминський міський округ)
Залі́сьє (рос. Залесье) — селище у складі Верхньопишминського міського округу Свердловської області.
Населення — 187 осіб (2010, 1 у 2002).
Національний склад станом на 2002 рік: татари — 100 %.